# Короневський Валентин Максимович
Валентин Максимович Короневський (19 квітня 1950, Ізмаїл) — український державний діяч. Міністр фінансів України, представник України в ЄБРР (1996—1997); член Ради національної безпеки і оборони України; заступник голови правління Державного спеціалізованого комерційного Ощадного банку України (1997—1999).

## Біографія
Народився 19 квітня 1950 року в місті Ізмаїл, Одеської області.

### Освіта
- Одеський фінансово-кредитний технікум (1968), економіст
- Одеський інститут народного господарства (1973), за спеціальністю «бухгалтерський облік».

### Діяльність у часи Радянського Союзу
З 08.1968 по 03.1972 — економіст фінансового відділу .
З 03.1972 по 11.1975 — старший економіст.
З 11.1975 по 08.1985 — начальник відділу фінансування місцевого господарства.
З 08.1985 по 05.1987 — заступник начальника фінансового управління — начальник бюджетного відділу.
З 05.1987 по 10.1990 — заступник начальника фінансового управління.
З 10.1990 по 8.1991 — начальник фінансового управління виконкому Запорізької облради народних депутатів.

### Діяльність після проголошення незалежності
З 8.1991 по 12.1995 — начальник фінансового управління виконкому Запорізької облради народних депутатів.
З 12.1995 по 06.1996 — начальник фінансового управління Запорізької облдержадміністрації.
З 18.06.1996 по 25.02.1997 — міністр фінансів України, представник України в ЄБРР.
З 08.1996 по 1997 — член Ради національної безпеки і оборони України.
З 04.1997 по 1999 — заступник голови правління Державного спеціалізованого комерційного Ощадного банку України.
З 09.1999 по 22.08.2011 — заступник голови правління Пенсійного фонду України.

## Родина
Українець. Мати Віра Євдокимівна (1924). Дружина Алла Олексіївна (1950). Син Дмитро (1974).

## Звання
- Державний службовець 1-го рангу.
- Заслужений економіст України (листопад 2006).

## Нагороди
- Почесна грамота Кабінету Міністрів України (квітень 2000).
- Почесна грамота Верховної Ради України (2005)